# Ali Takataka
Alinesi Takataka (24 april 1988) is een Tuvaluaans voetballer die uitkomt voor Tofaga.
Ali speelde ook al zes wedstrijden voor het Tuvaluaans voetbalelftal waarvan vijf bij de Pacific Games 2011. En hij speelde 6 wedstrijden voor het Tuvaluaans zaalvoetbalteam. Hij was een echte linksback. Kon zich vastbijten in de aanvallers, maar vergat soms zijn hoofd. Kwam laat in de ploeg, maar verdween door zijn mentaliteit nooit uit de basis.

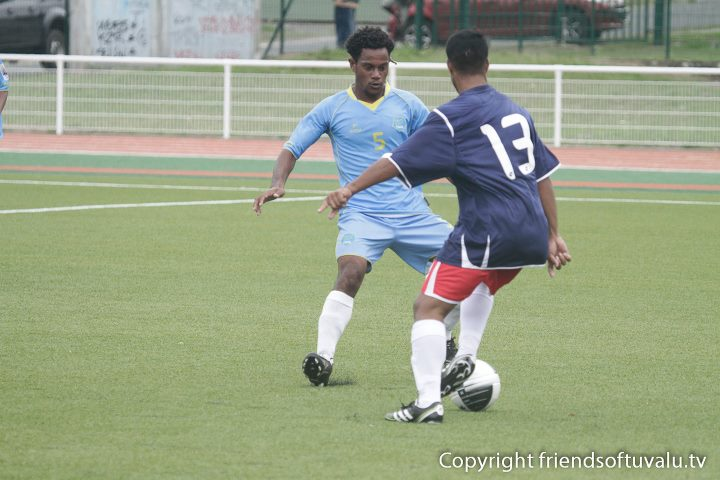
Ali in actie tegen Amerikaans-Samoa

1 Sieni ·
2 Pokia ·
3 Tofuola ·
4 Timuani ·
5 Takataka ·
6 Penisula ·
7 Liva ·
8 Tinilau ·
9 Tiute ·
10 Lepaio ·
11 Panapa ·
12 Petoa ·
13 Stanley ·
14 Sogivalu ·
15 Ofati ·
16 Selau ·
17 Ale ·
18 Petaia ·
19 Lima'alofa ·
20 Okelani ·
24 Tapasei ·
Coach: De Haan